# Rotheca wildii
Rotheca wildii là một loài thực vật có hoa trong họ Hoa môi. Loài này được (Moldenke) R.Fern. mô tả khoa học đầu tiên năm 2000.